# Makedonia
Makedonía (en griego:Μακεδονία, Macedonia) es un diario griego publicado en Tesalónica. Su primera publicación data de 1911. Es uno de los diarios más vendidos en el norte de Grecia.